# Banasa dimiata
Banasa dimiata är en insektsart som först beskrevs av Thomas Say 1832.  Banasa dimiata ingår i släktet Banasa och familjen bärfisar. Inga underarter finns listade i Catalogue of Life.